# Åre Östersund Airport
Åre-Östersund Airport, eerder bekend als Luchthaven Östersund is een luchthaven gelegen in de plaats Frösön, op ongeveer 11 km van Östersund en 94 km van Åre (Zweden). De luchthaven werd geopend in 1958.
Åre-Östersund Airport is de derde noordelijke (Norrland) luchthaven van Zweden en de negende van heel Zweden. De luchthaven had ongeveer 390.000 passagiers in 2005.

## Verkeer

### Auto's
De volgende bedrijven die auto's verhuren hebben een kantoor/kantoren op deze luchthaven:
- Avis
- Europcar
- Hertz

### Bus
Stadsbussen rijden vanaf de luchthaven naar het centrum van Östersund om de 15 min. In de winter gaat er ook nog een bus naar Åre.

### Taxi's
Er is een taxistandplaats bij de luchthaven. Een rit naar Östersund duurt ongeveer 10 minuten.

### Parkeerfaciliteiten
Er is een parkeerplaats bij de luchthaven, zowel voor kort als lang parkeren.

## Overige faciliteiten
Er is op de luchthaven een kleine souvenirwinkel en een speciaal restaurant.